# Choe Hyon-Ju
Choe Hyon-Ju es una deportista norcoreana que compitió en judo. Ganó una medalla de bronce en el Campeonato Asiático de Judo de 2004, en la categoría de –57 kg.

## Palmarés internacional
| Campeonato Asiático | Campeonato Asiático | Campeonato Asiático | Campeonato Asiático |
| Año                 | Lugar               | Medalla             | Categoría           |
| ------------------- | ------------------- | ------------------- | ------------------- |
| 2004                | Almatý (Kazajistán) | Medalla de bronce   | –57 kg              |